# Power trio
Um power trio é um formato de banda de rock and roll popularizado na década de 1960. O power trio tradicional é composto por uma guitarra, um  baixo e uma bateria.
Exemplos: The Jimi Hendrix Experience; The Police;The Jam; Nirvana (banda); Engenheiros do Hawaii(em sua segunda formação), Rush; Muse; Cream; Taste;Emerson, Lake & Palmer; Green Day; Motörhead (durante alguns anos teve companhia de um segundo guitarrista, mas a formação clássica e a formação atual são compostas por um trio), Blink-182, Dr. Sin, ZZ Top, The Winery Dogs, John Mayer Trio, The Subways, Sick Puppies, Wolfmother.

## Melhores Power Trios
- Em 2011, o programa Extrato MTV dedicou um episódio aos Power Trios, elegendo os melhores da história, até então. Abaixo segue a lista:[2]

8º - Rush

7º - Jimi Hendrix

6º - Hüsker Dü

5º - ZZ Top

4º - Os Paralamas do Sucesso

3º - Morphine

2° - Cream
  1°- Rush